# Pulaski (Illinois)
Pulaski és una població dels Estats Units a l'estat d'Illinois. Segons el cens del 2000 tenia 274 habitants.

## Demografia
Segons el cens del 2000, Pulaski tenia 274 habitants, 116 habitatges, i 67 famílies. La densitat de població era de 83,3 habitants/km².
Dels 116 habitatges en un 25,9% hi vivien nens de menys de 18 anys, en un 32,8% hi vivien parelles casades, en un 21,6% dones solteres, i en un 41,4% no eren unitats familiars. En el 37,1% dels habitatges hi vivien persones soles el 21,6% de les quals corresponia a persones de 65 anys o més que vivien soles. El nombre mitjà de persones vivint en cada habitatge era de 2,36 i el nombre mitjà de persones que vivien en cada família era de 3,22.
Per edats la població es repartia de la següent manera: un 29,2% tenia menys de 18 anys, un 7,7% entre 18 i 24, un 22,6% entre 25 i 44, un 19% de 45 a 60 i un 21,5% 65 anys o més.
L'edat mediana era de 38 anys. Per cada 100 dones de 18 o més anys hi havia 67,2 homes.
La renda mediana per habitatge era de 16.786 $ i la renda mediana per família de 28.250 $. Els homes tenien una renda mediana de 29.444 $ mentre que les dones 18.333 $. La renda per capita de la població era de 12.946 $. Aproximadament el 26,5% de les famílies i el 32,9% de la població estaven per davall del llindar de pobresa.

## Poblacions més properes
El següent diagrama mostra les poblacions més properes.